# パパハナウモク
パパハナウモク（英語: Papahanaumoku）は、しばしば単に「パパ」とも呼ばれ、ハワイの宗教・神話の女神で、地球の母である。聖なる歌「チャント」の中では、天空神ワーケアの配偶者として言及されている。二人の娘は美しい女神ホオホクカラニ（Hoʻohokukalani）であり、ハワイ神話のひとつの中で主人公になっている。
パパは生命を与え、癒す力を持った創造の原始的な力として、今でも一部のハワイ人、特に女性によって崇拝されている。北西ハワイ諸島はアメリカ合衆国ナショナル・モニュメントとして以前は「北西ハワイ諸島海洋ナショナル・モニュメントと呼ばれていたが、2007年にはパパに敬意を表して「パパハナウモクアケア海洋ナショナル・モニュメント」に改名され、その後の2010年には自然と文化の両方にわたる複合遺産として世界遺産にも登録されている。